# Tercera División de España 1973-74
La temporada 1973–74 de la Tercera División de España de fútbol corresponde a la 37ª edición del campeonato y se disputó entre el 2 de septiembre de 1973 y el 16 de junio de 1974.

## Sistema de competición
La Tercera División de España 1973-74 fue organizada por la Federación Española de Fútbol (RFEF).
El campeonato contó con la participación de 80 clubes divididos en cuatro grupos. La competición siguió un sistema de liga, de modo que los equipos de cada grupo se enfrentaron entre sí, todos contra todos en dos ocasiones -una en campo propio y otra en campo contrario- sumando un total de treinta y ocho jornadas. El orden de los encuentros se decidió por sorteo antes de empezar la competición.
Se estableció una clasificación con arreglo a los puntos obtenidos en cada enfrentamiento, a razón de dos por partido ganado, uno por empatado y ninguno en caso de derrota. En caso de empate a puntos entre dos o más clubes en la clasificación, se tuvo en cuenta el mayor cociente de goles. 
Los primeros clasificados de cada grupo ascendieron directamente a Segunda División, mientras que los segundos clasificados disputaron la Promoción de Ascenso en sistema de eliminatoria ante los equipos de Segunda División clasificados entre el decimotercero y decimosexto puesto para decidir ascenso o permanencia según el caso.
Los cuatro últimos clasificados descendieron directamente a categoría Regional, mientras que los cuatro anteriores en la clasificación disputaron la Promoción de Permanencia en sistema de eliminatoria ante equipos de Regional.

## Clasificaciones

### Grupo I
| Pos. | Equipo                     | Pts. | PJ | G  | E  | P  | GF | GC | Dif. | Clasificación                     |
| ---- | -------------------------- | ---- | -- | -- | -- | -- | -- | -- | ---- | --------------------------------- |
| 1    | Cultural Leonesa (A)       | 57   | 38 | 24 | 9  | 5  | 63 | 28 | +35  | Ascenso a Segunda División        |
| 2    | U. P. Langreo              | 51   | 38 | 20 | 11 | 7  | 57 | 30 | +27  | Acceso a Promoción de ascenso     |
| 3    | Pontevedra C. F.           | 50   | 38 | 20 | 10 | 8  | 59 | 31 | +28  |                                   |
| 4    | Club Ferrol                | 46   | 38 | 18 | 10 | 10 | 64 | 38 | +26  |                                   |
| 5    | Gimnástica de Torrelavega  | 46   | 38 | 17 | 12 | 9  | 56 | 44 | +12  |                                   |
| 6    | Sestao S. C.               | 41   | 38 | 17 | 7  | 14 | 53 | 43 | +10  |                                   |
| 7    | C. D. Guecho               | 40   | 38 | 18 | 4  | 16 | 56 | 46 | +10  |                                   |
| 8    | C. D. Ensidesa             | 39   | 38 | 15 | 9  | 14 | 40 | 38 | +2   |                                   |
| 9    | Club Lemos                 | 38   | 38 | 14 | 10 | 14 | 34 | 42 | −8   |                                   |
| 10   | C. D. Lugo                 | 37   | 38 | 13 | 11 | 14 | 52 | 54 | −2   |                                   |
| 11   | C. D. Turón                | 37   | 38 | 15 | 7  | 16 | 46 | 45 | +1   |                                   |
| 12   | C. D. Basconia             | 36   | 38 | 12 | 12 | 14 | 43 | 42 | +1   |                                   |
| 13   | Bilbao Atlético            | 35   | 38 | 15 | 5  | 18 | 56 | 50 | +6   | Acceso a Promoción de permanencia |
| 14   | Real Avilés C. F. (D)      | 34   | 38 | 13 | 8  | 17 | 35 | 44 | −9   | Acceso a Promoción de permanencia |
| 15   | Zamora C. F. (D)           | 34   | 38 | 13 | 8  | 17 | 36 | 45 | −9   | Acceso a Promoción de permanencia |
| 16   | Caudal Deportivo           | 32   | 38 | 11 | 10 | 17 | 38 | 57 | −19  | Acceso a Promoción de permanencia |
| 17   | S. D. Ponferradina (D)     | 31   | 38 | 10 | 11 | 17 | 43 | 61 | −18  | Descenso a Categorías regionales  |
| 18   | S. D. Rayo Cantabria (D)   | 27   | 38 | 7  | 13 | 18 | 29 | 46 | −17  | Descenso a Categorías regionales  |
| 19   | U. D. Gijón Industrial (D) | 27   | 38 | 9  | 9  | 20 | 31 | 67 | −36  | Descenso a Categorías regionales  |
| 20   | Club Erandio (D)           | 22   | 38 | 8  | 6  | 24 | 38 | 78 | −40  | Descenso a Categorías regionales  |

 Fuente: Fútbol Regional
Notas:
1. ↑  Para la siguiente temporada el Club Ferrol cambió su nombre a Racing Club de FerrolFr

### Grupo II
| Pos. | Equipo                     | Pts. | PJ | G  | E  | P  | GF | GC | Dif. | Clasificación                     |
| ---- | -------------------------- | ---- | -- | -- | -- | -- | -- | -- | ---- | --------------------------------- |
| 1    | Deportivo Alavés (A)       | 54   | 38 | 24 | 6  | 8  | 67 | 21 | +46  | Ascenso a Segunda División        |
| 2    | S. D. Eibar                | 52   | 38 | 24 | 4  | 10 | 60 | 25 | +35  | Acceso a Promoción de ascenso     |
| 3    | C. D. Logroñés             | 48   | 38 | 19 | 10 | 9  | 43 | 26 | +17  |                                   |
| 4    | Castilla C. F.             | 48   | 38 | 20 | 8  | 10 | 58 | 40 | +18  |                                   |
| 5    | C. D. Colonia Moscardó     | 46   | 38 | 19 | 8  | 11 | 48 | 36 | +12  |                                   |
| 6    | Palencia C. F.             | 42   | 38 | 19 | 4  | 15 | 46 | 34 | +12  |                                   |
| 7    | Getafe Deportivo           | 42   | 38 | 15 | 12 | 11 | 39 | 30 | +9   |                                   |
| 8    | C. D. Guadalajara          | 41   | 38 | 17 | 7  | 14 | 35 | 35 | 0    |                                   |
| 9    | C. D. Tudelano             | 41   | 38 | 16 | 9  | 13 | 50 | 36 | +14  |                                   |
| 10   | San Sebastián C. F.        | 39   | 38 | 14 | 11 | 13 | 46 | 42 | +4   |                                   |
| 11   | Atlético Madrileño         | 38   | 38 | 14 | 10 | 14 | 47 | 38 | +9   |                                   |
| 12   | C. D. Pegaso               | 38   | 38 | 16 | 6  | 16 | 54 | 55 | −1   |                                   |
| 13   | C. D. Carabanchel          | 37   | 38 | 15 | 7  | 16 | 38 | 49 | −11  | Acceso a Promoción de permanencia |
| 14   | C. D. Salmantino           | 37   | 38 | 15 | 7  | 16 | 49 | 57 | −8   | Acceso a Promoción de permanencia |
| 15   | C. D. Mirandés             | 33   | 38 | 13 | 7  | 18 | 45 | 55 | −10  | Acceso a Promoción de permanencia |
| 16   | U. D. Barbastro (D)        | 33   | 38 | 12 | 9  | 17 | 39 | 52 | −13  | Acceso a Promoción de permanencia |
| 17   | C. D. Peña Sport (D)       | 32   | 38 | 10 | 12 | 16 | 29 | 46 | −17  | Descenso a Categorías regionales  |
| 18   | C. D. Endesa Andorra (D)   | 23   | 38 | 9  | 5  | 24 | 34 | 58 | −24  | Descenso a Categorías regionales  |
| 19   | Tolosa C. F. (D)           | 20   | 38 | 5  | 10 | 23 | 22 | 69 | −47  | Descenso a Categorías regionales  |
| 20   | C. A. Osasuna Promesas (D) | 16   | 38 | 4  | 8  | 26 | 24 | 69 | −45  | Descenso a Categorías regionales  |

 Fuente: Fútbol Regional

### Grupo III
| Pos. | Equipo                      | Pts. | PJ | G  | E  | P  | GF | GC | Dif. | Clasificación                     |
| ---- | --------------------------- | ---- | -- | -- | -- | -- | -- | -- | ---- | --------------------------------- |
| 1    | Barcelona Atlético (A)      | 52   | 38 | 20 | 12 | 6  | 62 | 32 | +30  | Ascenso a Segunda División        |
| 2    | C. D. Mestalla              | 46   | 38 | 19 | 8  | 11 | 41 | 36 | +5   | Acceso a Promoción de ascenso     |
| 3    | Gerona C. F.                | 43   | 38 | 15 | 13 | 10 | 56 | 35 | +21  |                                   |
| 4    | C. F. Tarrasa               | 42   | 38 | 17 | 8  | 13 | 56 | 36 | +20  |                                   |
| 5    | S. D. Ibiza                 | 42   | 38 | 16 | 10 | 12 | 45 | 35 | +10  |                                   |
| 6    | C. D. Olímpico de Játiva    | 42   | 38 | 14 | 14 | 10 | 38 | 34 | +4   |                                   |
| 7    | Onteniente C. F.            | 42   | 38 | 15 | 12 | 11 | 43 | 34 | +9   |                                   |
| 8    | C. D. Atlético de Ciudadela | 41   | 38 | 18 | 5  | 15 | 58 | 43 | +15  |                                   |
| 9    | Vinaroz C. F.               | 41   | 38 | 14 | 13 | 11 | 40 | 32 | +8   |                                   |
| 10   | C. D. Tortosa               | 40   | 38 | 18 | 4  | 16 | 51 | 45 | +6   |                                   |
| 11   | U. D. Lérida                | 39   | 38 | 14 | 11 | 13 | 47 | 49 | −2   |                                   |
| 12   | Villarreal C. F.            | 39   | 38 | 14 | 11 | 13 | 38 | 35 | +3   |                                   |
| 13   | U. D. Alcira (D)            | 37   | 38 | 12 | 13 | 13 | 43 | 54 | −11  | Acceso a Promoción de permanencia |
| 14   | C. F. Calella               | 36   | 38 | 14 | 8  | 16 | 37 | 39 | −2   | Acceso a Promoción de permanencia |
| 15   | C. D. Menorca (D)           | 35   | 38 | 13 | 9  | 16 | 36 | 50 | −14  | Acceso a Promoción de permanencia |
| 16   | C. D. Alcoyano (D)          | 35   | 38 | 12 | 11 | 15 | 38 | 35 | +3   | Acceso a Promoción de permanencia |
| 17   | C. F. Gandía (D)            | 33   | 38 | 12 | 9  | 17 | 32 | 39 | −7   | Descenso a Categorías regionales  |
| 18   | C. D. Europa (D)            | 29   | 38 | 10 | 9  | 19 | 36 | 55 | −19  | Descenso a Categorías regionales  |
| 19   | U. D. Mahón (D)             | 24   | 38 | 8  | 8  | 22 | 24 | 57 | −33  | Descenso a Categorías regionales  |
| 20   | C. D. Manacor (D)           | 22   | 38 | 8  | 6  | 24 | 30 | 76 | −46  | Descenso a Categorías regionales  |

 Fuente: Fútbol Regional

### Grupo IV
| Pos. | Equipo                         | Pts. | PJ | G  | E  | P  | GF | GC | Dif. | Clasificación                     |
| ---- | ------------------------------ | ---- | -- | -- | -- | -- | -- | -- | ---- | --------------------------------- |
| 1    | R. C. Recreativo de Huelva (A) | 56   | 38 | 22 | 12 | 4  | 64 | 22 | +42  | Ascenso a Segunda División        |
| 2    | A. D. Almería                  | 52   | 38 | 20 | 12 | 6  | 46 | 23 | +23  | Acceso a Promoción de ascenso     |
| 3    | C. D. Cartagena                | 47   | 38 | 16 | 15 | 7  | 58 | 34 | +24  |                                   |
| 4    | C. D. San Fernando             | 47   | 38 | 18 | 11 | 9  | 56 | 42 | +14  |                                   |
| 5    | R. B. Linense                  | 42   | 38 | 14 | 14 | 10 | 42 | 37 | +5   |                                   |
| 6    | C. F. Calvo Sotelo             | 41   | 38 | 17 | 7  | 14 | 46 | 43 | +3   |                                   |
| 7    | C. D. Eldense                  | 40   | 38 | 15 | 10 | 13 | 52 | 39 | +13  |                                   |
| 8    | Racing Portuense               | 39   | 38 | 15 | 9  | 14 | 41 | 47 | −6   |                                   |
| 9    | Orihuela Deportiva C. F.       | 38   | 38 | 13 | 12 | 13 | 50 | 47 | +3   |                                   |
| 10   | Real Jaén C. F.                | 37   | 38 | 17 | 5  | 16 | 59 | 43 | +16  |                                   |
| 11   | A. D. Hellín                   | 36   | 38 | 10 | 16 | 12 | 37 | 34 | +3   |                                   |
| 12   | C. D. Badajoz                  | 36   | 38 | 13 | 10 | 15 | 39 | 49 | −10  |                                   |
| 13   | C. A. Marbella                 | 36   | 38 | 12 | 12 | 14 | 38 | 50 | −12  | Acceso a Promoción de permanencia |
| 14   | Melilla C. F.                  | 34   | 38 | 13 | 8  | 17 | 43 | 55 | −12  | Acceso a Promoción de permanencia |
| 15   | A. D. Ceuta                    | 34   | 38 | 11 | 12 | 15 | 44 | 45 | −1   | Acceso a Promoción de permanencia |
| 16   | Xerez C. D.                    | 33   | 38 | 10 | 13 | 15 | 40 | 44 | −4   | Acceso a Promoción de permanencia |
| 17   | C. D. Cacereño (D)             | 33   | 38 | 12 | 9  | 17 | 37 | 41 | −4   | Descenso a Categorías regionales  |
| 18   | C. D. Valdepeñas (D)           | 30   | 38 | 12 | 6  | 20 | 35 | 59 | −24  | Descenso a Categorías regionales  |
| 19   | C. D. O'Donnell (D)            | 24   | 38 | 5  | 14 | 19 | 27 | 50 | −23  | Descenso a Categorías regionales  |
| 20   | C. F. Melilla Industrial (D)   | 23   | 38 | 8  | 7  | 23 | 33 | 83 | −50  | Descenso a Categorías regionales  |

 Fuente: Fútbol Regional
Notas:
1. ↑  Para la siguiente temporada el C. D. Cartagena cambió su nombre a Cartagena F. C.
2. ↑  El Real Jaén C. F. figuró con dos puntos menos por sanción federativa.

## Promoción de ascenso a Segunda División

### Equipos clasificados
Los siguientes equipos se clasificaron para la promoción de ascenso a Segunda División:
| 1º UP Langreo                                          | 1º SD Eibar | 1º CD Mestalla | 1º AD Almería |
| En negrita equipos que ascendieron a Segunda División. |             |                |               |

## Promoción de permanencia en Tercera División

### Equipos clasificados
Los siguientes equipos se clasificaron para la promoción de permanencia desde Tercera División:
| 13º Bilbao Athletic                                     | 13º C. D. Carabanchel | 13º U. D. Alcira   | 13º Atlético Marbella |
| 14º Real Avilés C. F.                                   | 14º C. D. Salmantino  | 14º C. F. Calella  | 14º Melilla C. F.     |
| 15º Zamora C. F.                                        | 15º C. D. Mirandés    | 15º C. D. Menorca  | 15º A. D. Ceuta       |
| 16º Caudal Deportivo                                    | 16º U. D. Barbastro   | 16º C. D. Alcoyano | 16º Xerez C. D.       |
| En negrita equipos que descienden a Categoría Regional. |                       |                    |                       |

## Resumen
Ascendieron a Segunda División:
| - Barcelona Atlético | - Cultural y Deportiva Leonesa | - Deportivo Alavés | - Real Club Recreativo de Huelva |

Descendieron a Divisiones Regionales: 
| Grupo I - Real Avilés Club de Fútbol - Zamora Club de Fútbol - Sociedad Deportiva Ponferradina - Sociedad Deportiva Rayo Cantabria - Unión Deportivo Gijón Industrial - Club Erandio | Grupo II - Unión Deportiva Barbastro - Club Deportivo Peña Sport - Club Deportivo Endesa Andorra - Tolosa Club de Fútbol - Club Atlético Osasuna Promesas | Grupo III - Unión Deportiva Alcira - Club Deportivo Menorca - Club Deportivo Alcoyano - Club de Fútbol Gandía - Club Deportivo Europa - Unión Deportiva Mahón - Club Deportivo Manacor | Grupo IV - Club Deportivo Cacereño - Club Deportivo Valdepeñas - Club Deportivo O'Donnell - Club de Fútbol Melilla Industrial |